# چاووش ۳
چاووش ۳ یا انقلاب ۱ نام آلبومی است با آواز شهرام ناظری، تک خوانی بیژن کامکار و به نوازندگی گروه شیدا که سرپرستی گروه را حسین علیزاده عهده دار بوده‌است. آهنگسازی ۵ قطعهٔ آلبوم اثر حسین علیزاده و ۳ قطعهٔ آن اثر محمدرضا لطفی است.
در این آلبوم از اشعار «هوشنگ ابتهاج»، «جواد آذر»، «سیاوش کسرایی»، «ابوالقاسم لاهوتی»، «محمد فرخی یزدی»، «حمید حمزه» و «امیر برغشی» استفاده شده‌است. حال و هوای این آلبوم انقلابی و حماسی است و به خوبی بیانگر احساسات و تفکرات سال‌های اولیه انقلاب ۱۳۵۷ است.
این آلبوم در مایه‌های ماهور، بیات اصفهان و چهارگاه
ساخته شده‌است.

## توضیح اثر
هنرمندان
- آواز: شهرام ناظری
- تک خوان: بیژن کامکار

اعضای گروه شیدا
- حسین علیزاده
- محمدرضا لطفی
- بیژن کامکار
- محمد فیروزی
- علی اکبر شکارچی
- ارژنگ کامکار
- حسین عمومی
- پشنگ کامکار
- عبدالنقی افشارنیا
- مجید درخشانی
- هادی منتظری
- زیدالله طلوعی
- جمشید عندلیبی

فهرست
1. سواران دشت امید،
2. حصار - شعر از هوشنگ ابتهاج، تک خوانی بیژن کامکار
3. ای ایران، آواز شهرام ناظری - شعر از جواد آذر
4. ژاله خون شد - شعر از سیاوش کسرایی
5. اتحاد - شعر از حمید حمزه
6. تیغ باید خون فشاند - شعر از ابوالقاسم لاهوتی
7. شهید، آواز شهرام ناظری - شعر از امیر برغشی
8. آزادی - شعر از محمد فرخی یزدی

### شعر
بخشی از شعر این اثر را در ادامه می‌بینید:
| ژاله بر سنگ افتاد چون شد؟  |  | ژاله خون شد خون چه شد؟      |
| خون چه شد، خون جنون شد     |  | ژاله خون کن، خون جنون کن    |
| سلطنت زين جنون واژگون کن   |  | ژاله بر گل نشان، گل پران کن |
| بر شهيدان زمين گلستان کن   |  | نام گمنام‌ها جاودان کن       |
| تا به صبح آيد این شام تيره |  | در شب تيره آتشفشان کن       |
| دست در کُن، شو خطر کُن       |  | خانه ی ظلم زير و زبر کن     |
| جان خواهر                  |  | کارگر، روستايی، برادر       |
| پيشه ور، ای جوان، ای دلاور |  | ما همه يک صف و در برابر     |
| آن ستمکاره، آن تاج بر سر   |  | خواهر من، گرامی برادر       |
| چون به هر حال تنهاست مادر  |  | من به خاک افتادم تو بگذر    |
| بهر ايجاد دنيای بهتر       |  | ای شما ای صف بيشماران       |
| اشک من در نظار شمايان      |  | بر سر هر گذرگاه و ميدان     |
| ژاله شد، ژاله شد           |  | ژاله چون شد؟                |
| ژاله خون ژاله دريای خون شد |  | خون جنون خون جنون           |
| سلطنت واژگون               |  | سلطنت واژگون                |